# 古希腊奴隶制度

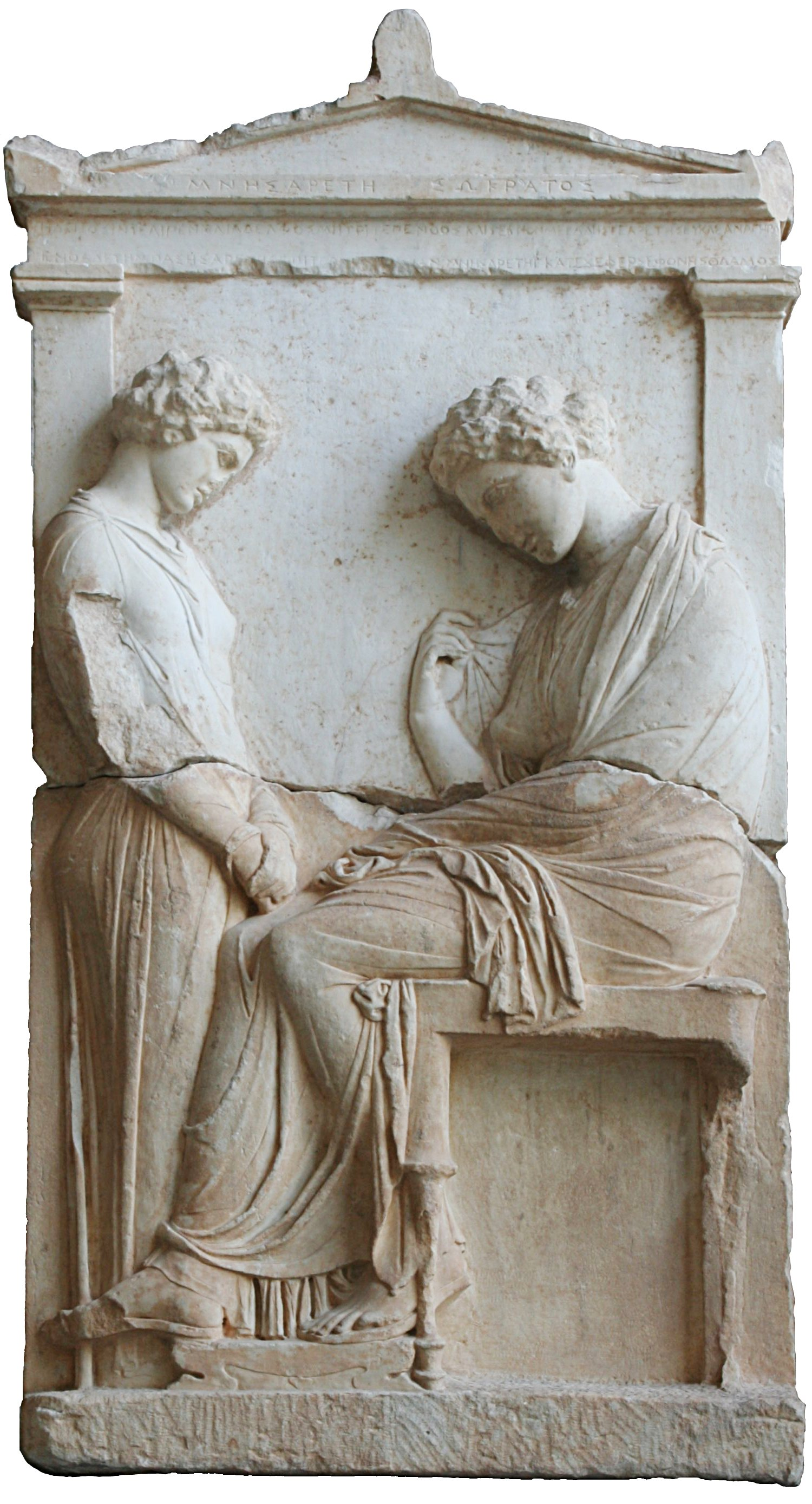
陪葬碑：奴隸（以較矮的身材代表奴隸的身份）在女主人旁邊（慕尼黑古代雕塑展覽館（Glyptothek）)

奴隶制度是古希腊发展史的一个重要组成部分。大部分古代作家认为奴隶制不仅是必需的而且自然合理，无论斯多葛派还是早期基督教都没有质疑过这种行为。然而早在公元前4世纪，一些独立的争议开始出现，在苏格拉底谈话中尤其明显。
与史学的惯例相一致，本文仅仅讨论物化奴隶制度，而不讨论附属的群体比如色萨利的潘尼斯特，斯巴达的黑劳士，克里特的克拉罗特，他们与中世纪的农奴制更为相类。奴隶们被剥夺人身自由，并被迫服从于一个能够将他像任何一份可能的良好动产一样买卖、租借的奴隶主。
关于古希腊奴隶制度的研究引起了一系列重大的方法论问题。这方面的文献杂乱且十分琐碎，集中在雅典城的问题上。关于这个课题没有明确的专门著述。公元前4世纪的司法辩论关注奴隶制仅仅是作为一种国家收入的来源。喜剧和悲剧以成规写就。肖像画在表现奴隶和工匠方面没有任何充分的区别。甚至这方面的术语都十分贫乏。

## 术语
古希腊有许多词语用于描述奴隶，虽然它们中的许多需放在上下文中理解以消除歧义。在荷马、赫西俄德和泰奥格尼斯的诗中，奴隶们被称为δμώς/dmôs。这个词有着笼统的涵义，但是主要指那些战争中获得的“战利品”换句话说，作为一种“物”。古典时期，希腊人频繁的使用ἀνδράποδον/andrápodon一词照字面意义可理解为“一种长着人脚的动物”，与τετράποδον/“禽类及畜类”相对。最普遍的词无疑是δοῦλος/“doûlos”，这是迈锡尼碑文中“do-e-ro”的早期形式，它是“自由民”（ἐλεύθερος/“eleútheros”）的反义词。动词δουλεὐω可以比喻性的用来表示支配权的其他形式，比如一个城邦统治着另一个、或父母们支配他们的孩子。最后，术语οἰκέτης/oikétês被使用，它的字面意义是“住在房子里的人”，实际上指的是普通的奴仆。
其他的词语翻译并不那么精确，它们必须和上下文联系起来理解：
- θεράπων/therápôn—在荷马的时代，这个词意为“侍从”（帕特罗克洛斯就曾被认为是阿奇里斯的therapôn而墨里奥涅斯则是伊多墨纽斯的）；在古典时期，它代指“奴仆”。
- ἀκόλουθος/akólouthos—字面意思是“追随者”。而小词缀ἀκολουθίσκος则用来指青年男侍。
- παῖς/pais—字面意义是“弟子”，与“僮仆”用法相同，也用来贬称成年奴隶。
- σῶμα/sôma—字面意思是“人”，常与解放联系起来使用。

## 奴隶制度的起源

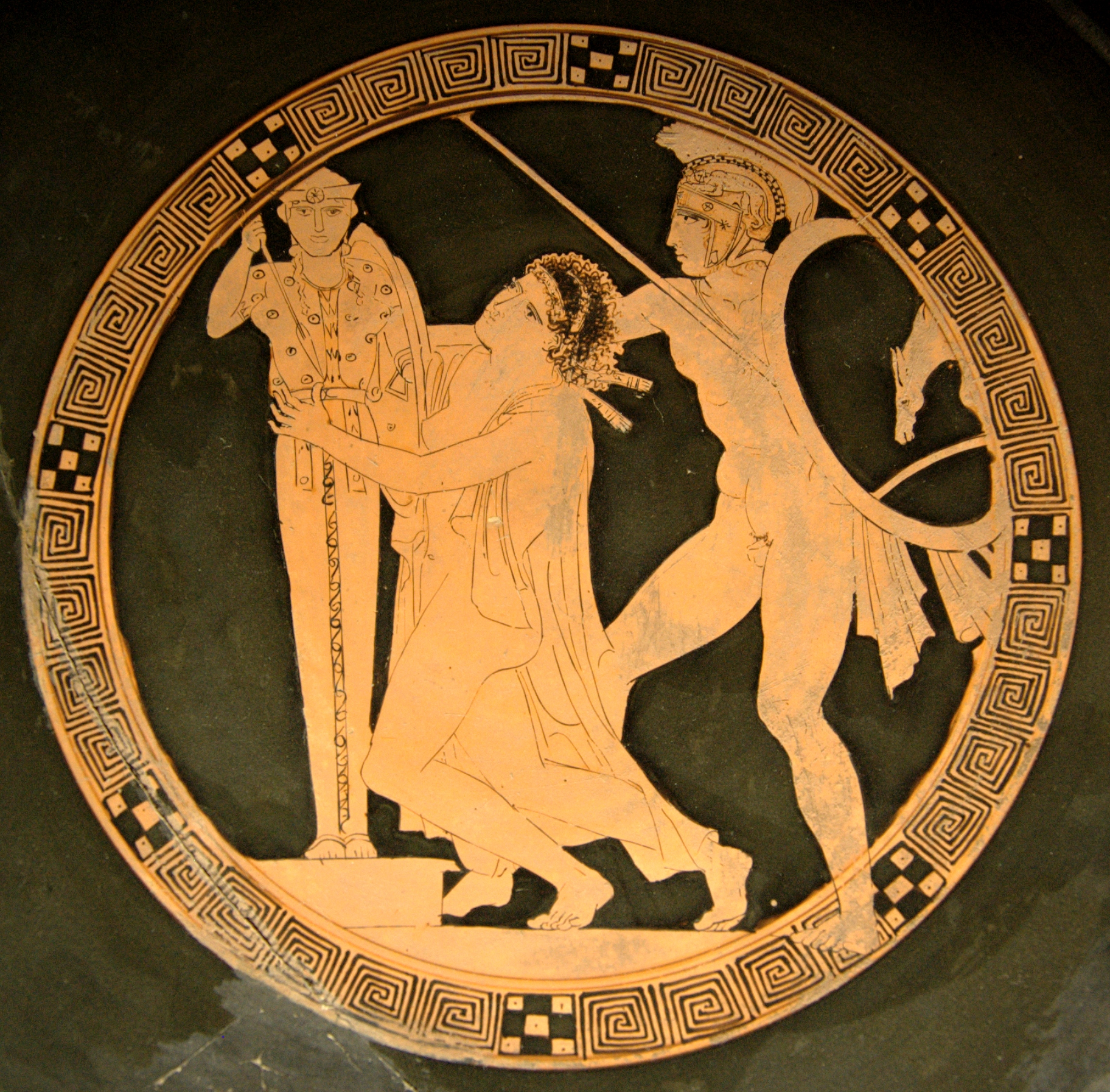
Women as plunder of war: Ajax the Lesser taking Cassandra, tondo of a red-figure kylix by the Kodros Painter, ca. 440-430 BC, Louvre

奴隶制在迈锡尼文明时就已出现。皮洛斯140 do-e-ro的碑文证明了这一点。奴隶有两个法定的种类：“普通”奴隶和“神的奴隶”（te-o-jo do-e-ro / θεοιο），这里的神大概指的是波塞冬。神的奴隶有自己的名字和土地；他们的法律地位和自由民相近。他们与神的契约的性质与起源现在不十分清楚。至于普通奴隶，他们的名字显示出他们中的某些人来自基西拉、希俄斯、利姆诺斯甚至哈利卡纳苏斯，他们可能是掠夺行为的结果。碑文显示出奴隶与非奴隶间的联合是经常的，而且奴隶们可能成为独立的工匠并能持有小块土地。实际上，似乎迈锡尼主要的分裂并不发生在自由民和奴隶之间，而是宫廷中人与平民百姓之间。
与希腊黑暗时代的诸时期不同，迈锡尼时代与荷马时代在社会结构上并没有连贯性。描述奴隶的术语是不同的：”奴隶不再被称为do-e-ro（doulos），而是被叫做dmôs。在《伊利亚特》中，奴隶主要是战争中掠夺而来的妇女。而被俘的男子一般都被赎回或在战场上阵亡。在《奥德赛》中，奴隶们同样大多为女性。这些奴隶是仆人有时也作主人的妾。男性奴隶也是存在的，尤其在《奥德赛》中，养猪人欧迈俄斯就是一例。这样的奴隶与众不同的一点是他是oikos（“家族”）中的一员：莱耳忒斯与他的仆人共同饮食；冬天时也与他们一起睡。dmôs这个词被认为并不包含什么轻蔑的意思，而欧迈俄斯、“神圣的”养猪人，被荷马看作希腊的英雄之一。尽管如此，奴隶身分仍然是一种耻辱。欧迈俄斯自己声称“当一个人失去了自由之身时，宙斯就已夺去了他身上一半的美德。”
现在很难确定古典时期的奴隶贩卖是何时开始的。赫西奥德在他的诗篇《工作与时令》中（公元前8世纪）写道他拥有许多dmôes，虽然他们身份不明。阿尔基洛科斯、麦加拉的西奥格尼斯等抒情诗人的作品也证实了douloi的存在。有碑文证明德拉古的法律（公元前620年）曾提到奴隶。根据普鲁塔克的记载， 梭伦曾禁止奴隶从事体操和男色关系。当梭伦建立起雅典民主制的基础的时候，奴隶制变得非常普遍。古典学者摩西·芬利也写道据泰奥彭波斯的记述， 
希俄斯是组织奴隶买卖的第一个城市，同时也享受了早期的民主进程（约公元前6世纪）。他推断道“简而言之，早期希腊历史的一个特点就是在“自由”和奴隶制的双重作用下向前迈进的。”

## 经济角色

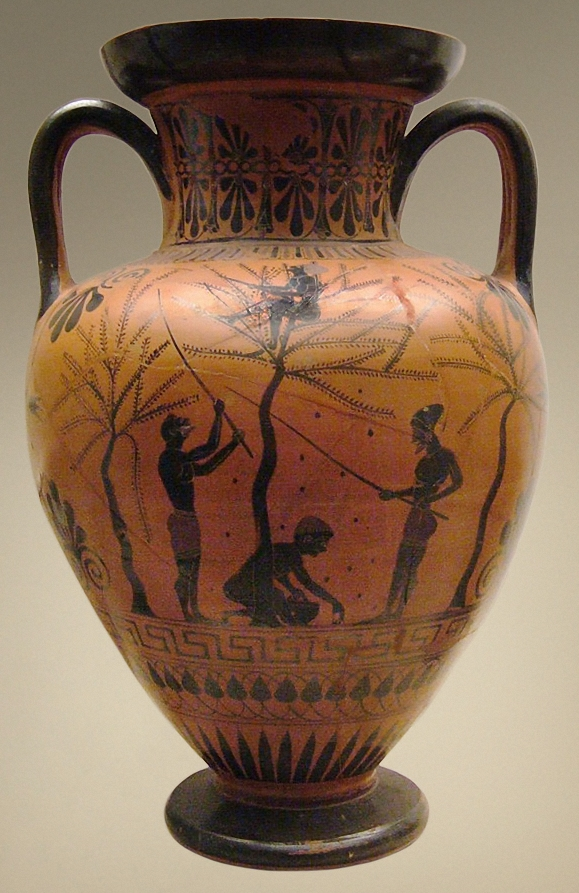
Agriculture, a common use for slaves, black-figure neck-amphora by the Antimenes Painter, British Museum

某程度來說，希臘並沒有所謂的奴隸制度。因為除了政治活動外，其他所有活動都開放給奴隸參與。原因是希臘人認為只有公民才有資格參加政治活動。再者，希臘人也認為只有政治活動才值得公民參加；因此，政治以外的一切活動，都會儘可能開放給非公民參與。重要的是參加者的身份，而非活動本身。
奴隶们主要从事农业劳动，因为农业是古希腊经济的根基。一些小的地主可能拥有一个甚至两个奴隶。色诺芬或委托亚里士多德所撰的《经济学》及其他许多文献指出了大量不动产奴隶的存在；他们或许是普通劳工或工头。至于奴隶在耕作中被用作劳动力的广泛性，现在还有争议。可以确定的是，一方面乡村奴隶制在雅典十分普遍，另一方面，古希腊对罗马大农场主所拥有的极大的奴隶人口并不知晓。
在采石场和矿场中，奴隶劳力到目前是最为普遍的。大量的奴隶人口往往被富裕的公民租赁。尼西亚斯将军曾租借一千名奴隶派往阿提卡的劳里厄姆银矿；Hipponicos，600名; Philomidès，300名。色诺芬指出每个奴隶每天得到一欧布鲁斯，总计每年60德拉克马。这对雅典人来说大概是最有价值的投资了。在劳里厄姆矿处理矿石的奴隶大概有30000人。色诺芬还暗示该城大量购入奴隶，每个公民平均拥有三个上等奴隶，因而通过租赁奴隶可以维持所有公民的生活。
奴隶们也常成为手工业者和工匠。比方在农业方面，他们充当家族之外的劳力。不过工场的奴隶人数是最多的。莱西亚斯的制盾厂雇用了120名奴隶，德摩斯梯尼的父亲则拥有32名刀匠和20名制床者。
奴隶们也从事一些家务劳动。家仆的主要任务是在交易时替主人站好位置以及陪伴主人旅行。战争时期则替重装步兵当勤务员；有些人认为他们的作用甚至更为广泛。女性奴隶主要是做家务，特别是烤面包和纺织。只有最穷的公民才没有任何家奴。

## 奴隸的數量和來源

### 奴隸人口數
由於缺乏準確的普查，加上沒有一個確切的奴隸定義，所以很難估計古希臘奴隸的數目。不過，可以肯定的是，在公元前五至六世紀之間，雅典擁有最多奴隸，可能多達80,000人；每個家庭，平均擁有三個至四個奴隸。在公元前5世紀，修昔底德認為德西里亞（Decelea）戰爭期間，有2萬名奴隸逃走，他們大多數是商販。在狄摩西尼的時代，估計最少有2萬名奴隸，相當於每個家庭有一名奴隸。

## 人口学

### 奴隶的来源
奴隶的来源主要有戰俘、債奴、奴婢所生子女、海盗劫持的人口（海上）、土匪（陆地）、罪犯和国际贸易等。

#### 战争
根据那个时期的战争规则，战胜者对战败者拥有绝对的权利，无论他们是否是战士。奴役尽管不是有系统的，也是不成文的规定。修昔底德回忆西西里岛Hyccara的7000名居民被Nicias俘虏，并被以120塔兰同的价格卖给卡塔尼亞附近的村庄。同样地，奥林索斯的居民在公元前348年，底比斯的居民在公元前335年被亚历山大大帝变为奴隶，同样的，曼提尼亚的居民被亚该亚同盟变为奴隶。

#### 海盗和土匪
戰爭提供了大量而且穏定的供應。

#### 国际贸易
古希臘繁盛的海上貿易帶來了大量隸屬於不同種族的奴隸，來自歐、亞、非洲的各個地區，比如來自西徐亞的奴隸就以擅長騎射和養馬聞名。希臘各邦除了進口奴隸外，本身也向外輸出奴隸。

## 奴隶的地位
希腊不是拥有一种而是多种奴隶身份。更精确地讲，希腊存在众多的种类，范围从自由公民到物化奴隶，并包括古农奴（潘尼斯特或黑劳士），被剥夺公民权的公民，获释奴隶，私生子，和客籍民。不同的种类的奴隶身份的共同点是被剥夺的公民权利的多少。
摩西斯·芬利提出了一組標準用以區分古希臘不同的奴役程度。

### 雅典的奴隶

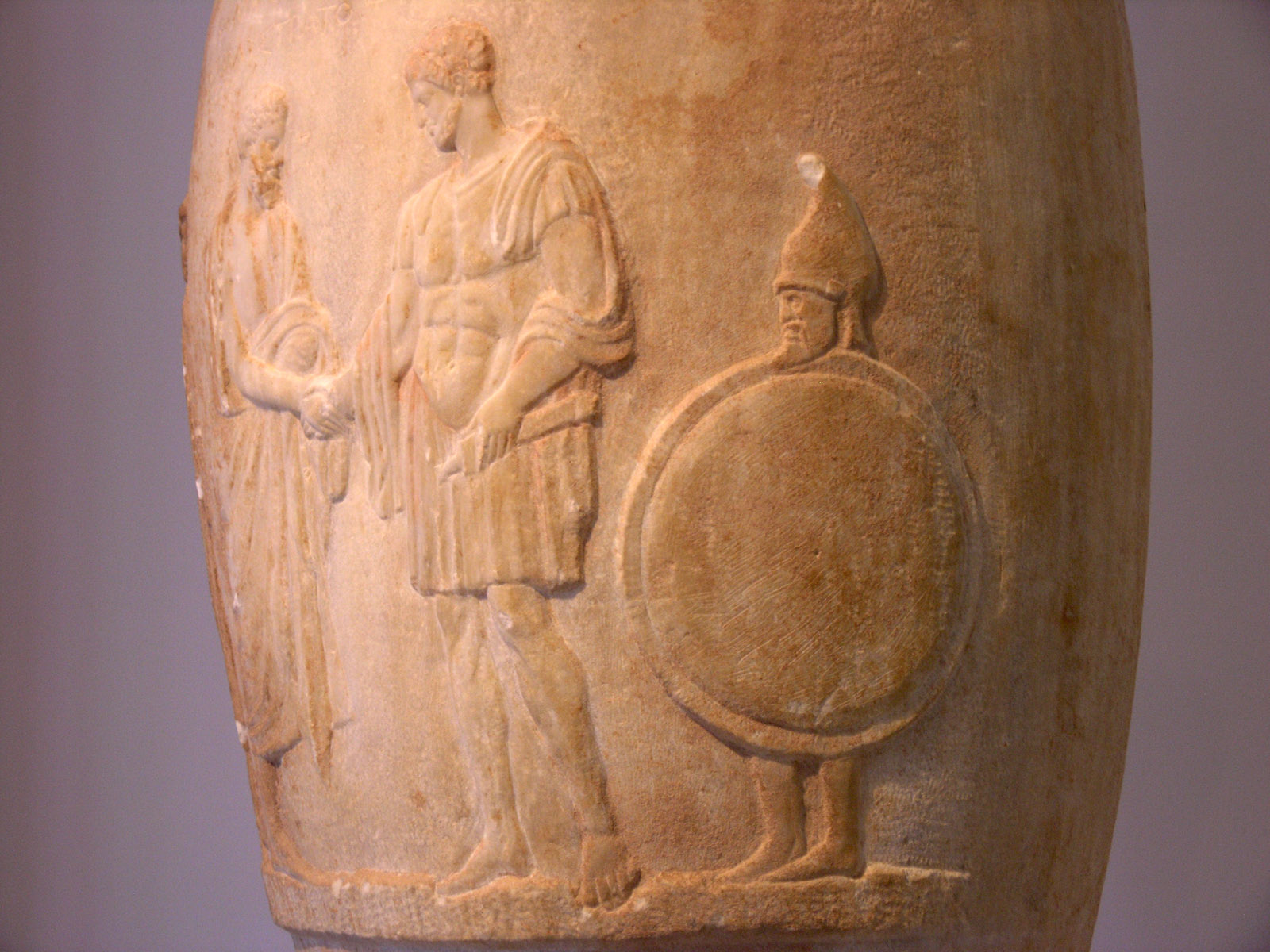
Funerary loutrophoros; on the right a bearded slave carries his master's shield and helm, 380–370 BC, National Archaeological Museum of Athens

雅典的奴隶是其主人（或国家）的财产，主人可以任意处置奴隶。主人可以赠予，出售，出租或遗赠奴隶。奴隶可以拥有配偶和子女，但国家不承认奴隶家庭，而且主人可以在任何时候将家庭拆散。奴隶的诉权比公民少，而且在一切法律诉讼中由主人代表其诉权。对于自由人仅仅被处以罚款的轻罪，对于奴隶来说就会处以鞭挞；比率似乎是一德拉克马罚一鞭子。

### 戈提那的奴隶
戈提那的法律认定，任何对于奴隶肉体上的暴力侵犯行为（同性与异性）都是违法的，但是如果暴力侵犯行为是对奴隶进行的，则需要交纳的罚金相对非常少，此外，被暴力侵犯的女奴隶可以得到额外的补偿。

### 一個特殊的事例：债务奴隶
在梭伦废除以前，雅典实行债务奴隶制：一个无力支付债务的平民将成为其债主的奴隶。

### 奴隶解放
在古希腊历史上，也出现过释放奴隶的现象，尤其是当城邦需要奴隶来保护它自己时。例如当伯罗奔尼撒战争进行到公元前406年的时候，斯巴达军队包围了雅典海港，雅典立即宣布进入紧急状态。为了增强抵御斯巴达进攻的力量，雅典宣布给予一切为雅典效力的奴隶以自由，授公民权给为国服务的外邦人。这种释放，只是奴隶主出于政治上的考虑，而不是由于良心发现。奴隶制并没有因为奴隶的释放而受到动摇，相反，这样的释放反而会起到巩固奴隶制的作用。

## 延伸阅读
General studies
- Bellen, H., Heinen H., Schäfer D., Deissler J., Bibliographie zur antiken Sklaverei. I: Bibliographie. II: Abkurzungsverzeichnis und Register, 2 vol. Stuttgart: Steiner, 2003. ISBN 3-515-08206-9
- Bieżuńska-Małowist I. La Schiavitù nel mondo antico. Naples: Edizioni Scientifiche Italiane, 1991.
- Finley, M.:
  - The Ancient Economy. Berkeley: University of California Press, 1999（1st edn. 1970）. ISBN 0-520-21946-5
  - Ancient Slavery & Modern Ideology. Princeton: Markus Wiener, 1998（1st edn. 1980）. ISBN 1-55876-171-3
  - Slavery in Classical Antiquity. Views and Controversies. Cambridge: Heffer, 1960.
- Garnsey, P. Ideas of Slavery from Aristotle to Augustine. Cambridge: Cambridge University Press, 1996. ISBN 0-521-57433-1
- De Ste-Croix, G.E.M. The Class Struggle in the Ancient Greek World. London: Duckworth; Ithaca, N.Y.: Cornell University Press, 1981. ISBN 0-8014-1442-3
- Vidal-Naquet, P.:
  - "Women, Slaves and Artisans", third part of The Black Hunter : Forms of Thought and Forms of Society in the Greek World. Baltimore: Johns Hopkins University Press, 1988（1st edn. 1981）. ISBN 0-8018-5951-4
  - with Vernant J.-P. Travail et esclavage en Grèce ancienne. Bruxelles: Complexe, "History" series, 2006（1st edn. 1988）. ISBN 2-87027-246-4
- Wiedemann, T. Greek and Roman Slavery. London: Routledge, 1989（1st edn. 1981）. ISBN 0-415-02972-4
- Westermann, W.L. The Slave Systems of Greek and Roman Antiquity （页面存档备份，存于）. Philadelphia: The American Philosophical Society, 1955.

Specific studies
- Brulé, P.（1978b）. La Piraterie crétoise hellénistique, Belles Lettres, 1978. ISBN 2-251-60223-2
- Brulé, P. and Oulhen, J.（dir.）. Esclavage, guerre, économie en Grèce ancienne. Hommages à Yvon Garlan. Rennes: Presses universitaires de Rennes, "History" series, 1997. ISBN 2-86847-289-3
- Ducrey, P. Le traitement des prisonniers de guerre en Grèce ancienne. Des origines à la conquête romaine. Paris: De Boccard, 1968.
- Foucart, P. “Mémoire sur l'affranchissement des esclaves par forme de vente à une divinité d'après les inscriptions de Delphes”, Archives des missions scientifiques et littéraires, 2nd series, vol.2 (1865), pp.375–424.
- Hunt, P. Slaves, Warfare, and Ideology in the Greek Historians. Cambridge: Cambridge University Press, 1998. ISBN 0-521-58429-9
- Ormerod, H.A. Piracy in the Ancient World. Liverpool: Liverpool University Press, 1924.
- Gabrielsen, V. "La piraterie et le commerce des esclaves", in E. Erskine（ed.）, Le Monde hellénistique. Espaces, sociétés, cultures. 323-31 av. J.-C.. Rennes: Presses Universitaires de Rennes, 2004, pp.495–511. ISBN 2-86847-875-1